# Affaire Gilles Tautin
Gilles Tautin, né le 21 décembre 1950 et mort le 10 juin 1968 à Flins-sur-Seine, est un lycéen, militant maoïste du Mouvement de soutien aux luttes du peuple et membre de l'Union des jeunesses communistes marxistes-léninistes.
Le 10 juin 1968, vers 16 h 30, âgé de 17 ans, élève de première C au lycée Stéphane-Mallarmé, il meurt noyé dans la Seine en tentant d'échapper à une charge de gendarmes mobiles, aux abords de l'usine Renault de Flins. Il est inhumé à Paris dans le cimetière des Batignolles (29e division).

## Les faits
Dans le sillage des événements de Mai 68, début juin, les affrontements violents entre étudiants et forces de l'ordre se déplacent du quartier latin vers les grandes concentrations ouvrières.
Le 7 juin, les ouvriers de l'usine Renault de Flins refusent de reprendre le travail malgré l'intervention de la gendarmerie. Ils sont soutenus par des étudiants venus de Paris.
Le lundi 10 juin, les maoïstes de l'UJCML et les libertaires du Mouvement du 22 mars organisent une marche sur Flins en soutien aux grévistes. De violents affrontements ont lieu avec les Gardes mobiles et les CRS.

« Le 10 juin, dans un champ près de Meulan, en voyant arriver vers eux une dizaine de gendarmes mobiles, un petit groupe de jeunes maoïstes s'enfuient en traversant la Seine à la nage. L'un d'eux, Gilles Tautin, un lycéen de 17 ans, est emporté par le courant. Sa mort est très vite attribuée aux forces de police. Gilles Tautin devient un héros et martyr de mai-juin. »

— Jean-Pierre Le Goff, Mai 68. L’héritage impossible, 1998.
Le 11 juin, précédés d'une pancarte qui porte l'inscription « Mallarmé en deuil », un millier de personnes, dont des élèves et professeurs du lycée, participent à une marche silencieuse à travers les rues parisiennes,.
Un communiqué de presse est publié au nom du lycée qu'il fréquente : « Il n'a jamais agi de façon irréfléchie, au contraire ; parmi ses camarades, il était le plus mûr, le plus apte à la discussion raisonnée [...]. S'il s'est engagé dans l'action, ce n'est donc pas par une attitude moutonnière, mais par conviction personnelle. »
Le 15 juin 1968, précédé d'un portrait géant réalisé par des étudiants des Beaux-Arts porté par deux ouvriers de Flins et accompagné par quatre à cinq mille personnes, en manifestation silencieuse et sans banderoles, Gilles Tautin est enterré au cimetière des Batignolles à Paris, où sont entonnés Le Chant des survivants et Le Chant des Martyrs.

## Une mort dont les circonstances sont controversées
Les circonstances de la noyade de Gilles Tautin demeurent controversées. Deux versions des faits sont contradictoires. L'une, en effet, engage la responsabilité des forces de l'ordre en leur faisant jouer un rôle déterminant et en allant jusqu'à leur attribuer une volonté homicide.
Selon les autorités, dans un communiqué officiel, les jeunes auraient choisi de se jeter volontairement à l'eau sans qu'un danger précis les menace. Leur attitude s'expliquerait par le climat qui, depuis plusieurs jours, s'est installé dans les environs de Flins, où les contrôles n'ont cessé d'alterner avec les poursuites et les chasses à l'homme.
Du côté des étudiants, selon le bureau de presse de l'Union nationale des étudiants de France réunissant des récits de témoins qui assistent à la scène du haut du pont de Meulan, le groupe de jeunes a été chargé par des gendarmes. Comme ils ne connaissent pas les lieux, ils se sont trouvés bloqués sur une berge. C'est alors, qu'ils auraient été frappés par les policiers, poussés à l'eau par ceux-ci qui s'employèrent à les empêcher de reprendre pied et de regagner la rive.
Selon cette version, le groupe de jeunes, dont Gilles Tautin, « après une course-poursuite avec les forces de l'ordre » ont été matraqués avant de se jeter dans la Seine.
Selon un témoignage publié en 1998 dans Le Parisien : « L'aumônier des jeunes chrétiens, le vicaire Brousse, a témoigné qu'on l'avait empêché de reprendre pied sur terre. »
Pour le journal La Cause du peuple : « Notre jeune camarade Gilles Tautin a été assassiné. »
Les 10-11 et 11-12 juin 1968, l'annonce de la mort de Gilles Tautin déclenche les deux dernières nuits d'émeutes et de barricades : de violents affrontements opposent forces de l'ordre et étudiants au quartier latin.
Le 17 juin 1969, pour commémorer « l'assassinat », un an auparavant, de leur camarade, Gilles Tautin, « jeté dans la Seine à Flins », plus d'une centaine de militants de la Gauche prolétarienne, conduits par Olivier Rolin (parmi eux, notamment, Jean-Claude Milner), entrent en force dans l'usine Renault de Flins, et s'affrontent violemment avec la maîtrise. La police arrête Judith Miller, Nicole Linhart, Kostas Mavrakis et Roland Geggenbach, qui sont ensuite relâchés.
Selon l'historienne Geneviève Dreyfus-Armand, les maoïstes l'utilisent comme « martyr » de leur cause.

## Contexte
Le 11 juin, à l'usine Peugeot de Sochaux, les C.R.S. tuent Pierre Beylot, ouvrier-serrurier, d’une balle de neuf millimètres. On relève un autre ouvrier, Henri Blanchet, qui s’est tué en tombant d’un mur.
Le lendemain de la mort de Gilles Tautin, l'Union des jeunesses communistes marxistes-léninistes est interdite par décret du Président de la République.

## Hommage
Pour Jean-Claude Milner, « la figure de Gilles Tautin demeure ineffaçable ; sa mort, en juin 68, marque la fin d'un monde de quelques jours, où la jeunesse voulut agir en immortelle. De Mai, on ne passe pas, on ne peut pas passer, sans une rupture absolue, à la mort d'homme. Au cours des années de plomb, le souvenir de Mai a pu être évoqué ; mais les années de plomb, en elles-mêmes, en sont la négation la plus radicale. »

## Postérité
En 1969, Armand Gatti fait de Gilles Tautin (« le » mort de mai) le personnage central de sa pièce Interdit aux plus de trente ans. Le lycéen, sur la Place des Appels, pose la question : « Don Quichotte, qu'est-ce que c'est pour vous ? »,.
Au début des années 1970, des militants de la Gauche prolétarienne (auto-dissoute le 1er novembre 1973) créent l'Imprimerie (4, passage Dieu à Paris), et les Éditions Gilles Tautin, qui prennent notamment en charge les publications du Mouvement de la gauche révolutionnaire chilien en exil,.
En 2004, le poète français Jean-Marie Gleize, dans Néon, actes et légendes, met en scène des morts dont celle de Gilles Tautin, « poussé dans la Seine le lundi 10 juin 1968 ».

### Audiovisuel
- [vidéo] Les ouvriers : deux morts chez Peugeot et Renault, Les Actualités Françaises, INA, 19 juin 1968, voir en ligne
- [audio] Témoignage sur l'assassinat de Gilles Tautin, Collectif, Mai 1968 : documents originaux enregistrés sur place pendant les événements de Mai 68, 1997, (BNF 38369560)
- Bruno Barbey, Enterrement de Gilles Tautin, un maoïste tué durant les évènements de mai 68, Paris, sur centrepompidou.fr